# Phrynobatrachus parkeri
Phrynobatrachus parkeri es una especie  de anfibios de la familia Phrynobatrachidae.

## Distribución geográfica
Se encuentra en la República Democrática del Congo y, quizá, en la República del Congo y Sudán del Sur.  